# Монфорте-де-Лемос
Монфорте-де-Лемос (гал. Monforte de Lemos, ісп. Monforte de Lemos) — муніципалітет в Іспанії, у складі автономної спільноти Галісія, у провінції Луго. Населення — 19 546 осіб (2009).
Муніципалітет розташований на відстані близько 400 км на північний захід від Мадрида, 55 км на південь від Луго.
Муніципалітет складається з таких паррокій: Бааморто, Баскос, Канеда, О-Чао-до-Фабейро, Чавага, Дістріс, Фіольєда, Гульяде, Гунтін, Марсельє, Монфорте-де-Лемос, Мореда, Ас-Носедас, А-Парте, А-Пенела, Піньєйра, Рейгада, Рібас-Альтас, Росавалес, Сан-Шильяо-де-Тор, Санта-Марінья-до-Монте, Сеоане, Сіндран, Тор, Вальверде, А-Віде, Віламарін.

## Демографія
Динаміка населення (INE ):

## Уродженці
- Хосе Дієго Альварес (*1954) — іспанський футболіст, півзахисник.

## Галерея зображень

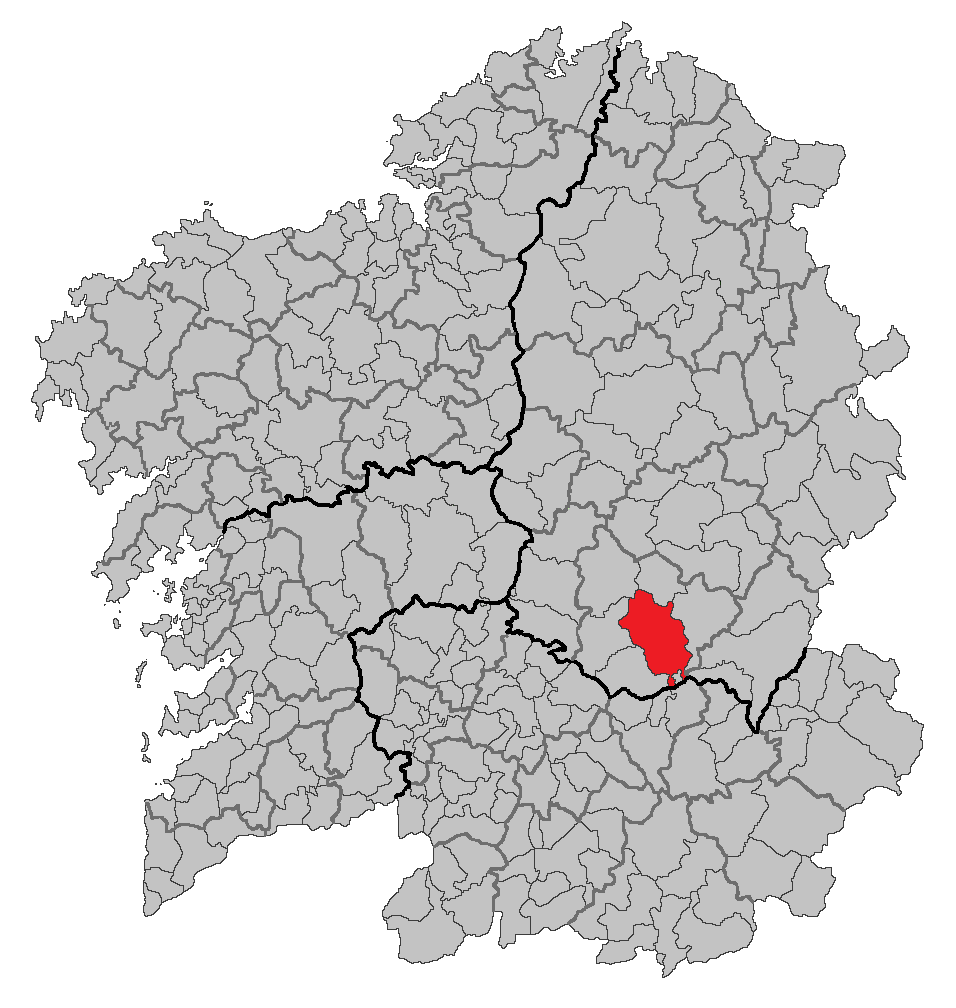
Розташування муніципалітету

## Парафії
Муніципалітет складається з таких парафій: 

## Релігія
Монфорте-де-Лемос входить до складу Лугоської діоцезії Католицької церкви.